# Nag Hammadi
Nag Hammadi oder Nadsch Hammadi (arabisch نجع حمادي, DMG Naǧʿ Ḥammādī, [nad͡ʒʕ ħam'ma:di:]) ist eine Stadt in Oberägypten, 127 km nördlich von Luxor. Sie zählt ungefähr 30.000 Einwohner. In der Nähe betreibt Egyptalum ein Aluminiumwerk.

## Geschichte
Weltbekannt wurde Nag Hammadi durch die dort im Dezember 1945 gefundenen dreizehn Papyrus-Kodizes in koptischer Sprache. Die genauen Fundumstände blieben lange ungeklärt, zumal die Finder zunächst versuchten, die Kodizes auf dem Schwarzmarkt zu verkaufen. Die 47 enthaltenen Schriften befinden sich heute im Koptischen Museum in Kairo und sind als Nag-Hammadi-Schriften oder als Nag-Hammadi-Bibliothek bekannt. Sie stammen aus dem Zeitraum zwischen dem 1. und dem 4. Jahrhundert. Die meisten dieser Schriften vorwiegend gnostischer Orientierung waren bis dahin nicht oder nur in Bruchstücken (Fragmenten) bekannt. Dazu gehört insbesondere das Thomasevangelium.
Zum orthodoxen Weihnachten am 7. Januar 2010 erschossen moslemische Schützen 11 koptische Christen nach einer Christmette vor der Kathedrale von Nag-Hammadi; dieses Ereignis ist als Nag-Hammadi-Massaker bekannt.